# Boris Guckelsberger

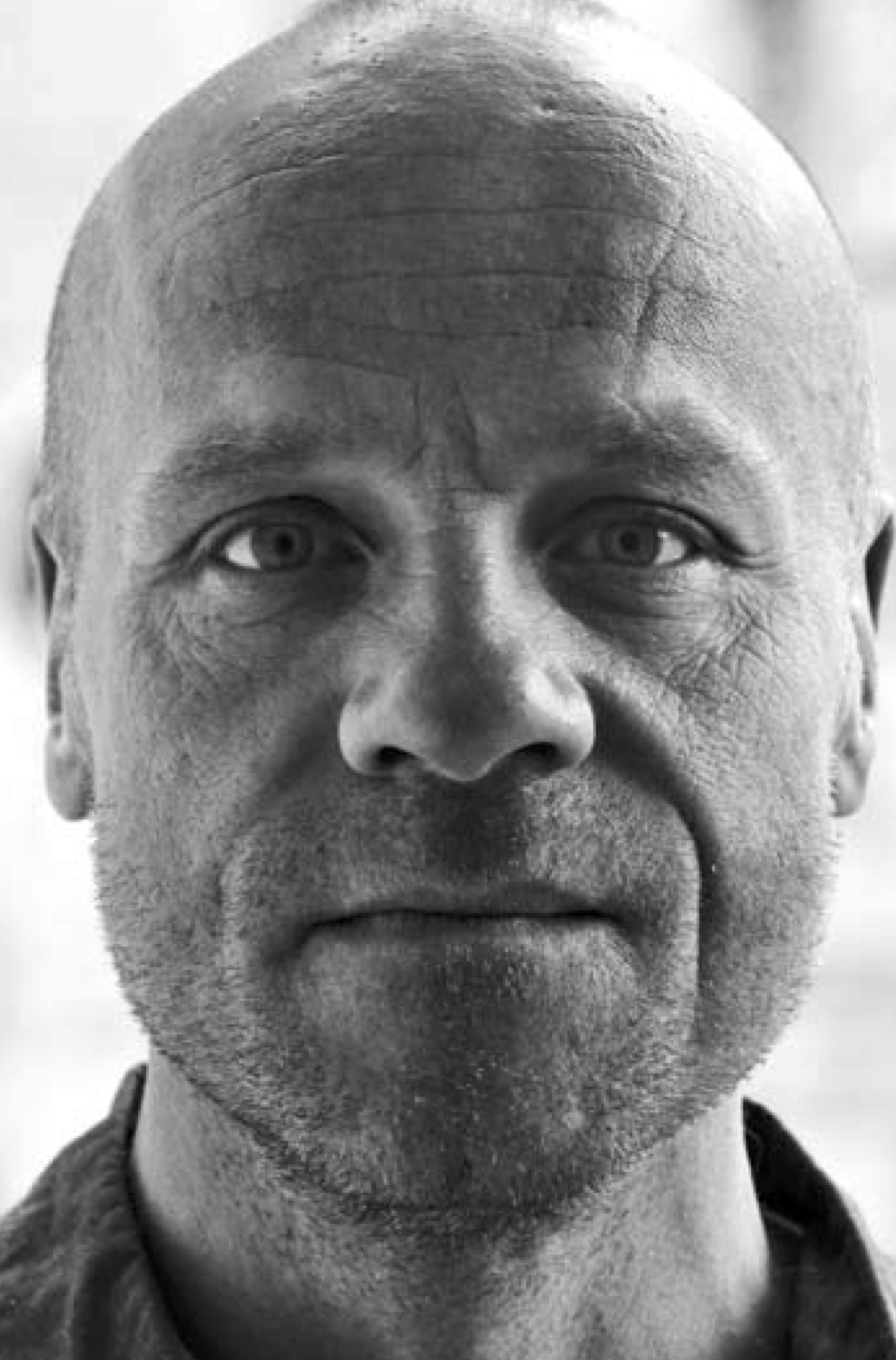
Guckelsberger

Boris Guckelsberger (* 1968 in Bad Homburg vor der Höhe) ist ein deutscher Komponist und Gitarrist.

## Leben
Von 1980 bis 1989 wirkte Guckelsberger in Musikgruppen verschiedener Stilrichtungen wie  Jazz, Jazzrock, Rock, Punk, Funk, klassische arabische Musik, sowie arabische „Popmusik“ als Gitarrist (E- bzw. Konzertgitarre), Bassgitarrist, Kontrabassist, Schlagzeuger und Keyboarder mit. Seit 1984 unterrichtete er als privater Lehrer Gitarre, später auch Klavier, Theorie und Komposition. 
1986 bis 1993 absolvierte er das Studium der Konzertgitarre bei Jürgen Braubach am Johannes-Brahms-Konservatorium in Hamburg. 1993 folgte der Abschluss dieses Studiums an der Hochschule für Musik und Theater Hamburg (Erwerb des Diploms). Seit 1990 ist er als Solist und im Ensemble europaweit tätig. 1992 bis 1997 absolvierte er das Studium der Komposition und Theorie an der Hochschule für Musik und Theater Hamburg bei Alfred Schnittke und Frank Corcoran.
Seit 1985 werden Werke von Guckelsberger international aufgeführt. Außerdem war er Mitbegründer des Projektes „Neue Musik im Austausch“ und erhält Kompositionsaufträge einzelner Interpreten, Ensembles und des Norddeutschen Rundfunks (NDR). 1997 bis 1999 folgte das Studium der Komposition, der Instrumentation sowie der Elektroakustischen Musik an der Musikhochschule Lübeck bei Friedhelm Döhl, Viktor Suslin und Dirk Reith. 1999 erwarb er das Kompositionsdiplom. Seit 1998 arbeitet er mit dem Medien Kontor Hamburg sowie dem befoco Verlag Leipzig (CD- und Notenveröffentlichungen eigener Kompositionen) zusammen. Seit 2003 ist er freier Mitarbeiter des Norddeutschen Rundfunks.

## Werke (Auswahl)
- 1987 Zwei Sätze für Streichquartett
- 1990 Trio für Flöte, Oboe und  Vocal
- 1991 Symphonie (Blech+Streicher)
- 1994 Epilog für Orgel, 4 S. geh., MKH Medien Kontor Hamburg 2001, ISMN 9790700167-04-2
- 2001 Requiem für Viola sola, 32 S., geh., MKH Medien Kontor Hamburg 2001, ISMN 9790700167-05-9
- 2002 Trialog für Orgel, 76 S., Sp.-Bdg., MKH Medien Kontor Hamburg 2002, ISMN 9790700167-20-2
- 2002 Fadensonnen, für Oboe und Harfe, befoco Verlag Leipzig
- Kantette für gemischten Chor, auf Worte von Sabine Eckhoff, Wolfgang Engelhardt, Sigrid Ernst und Daniel Guckelsberger, 16 S. geh., MKH Medien Kontor Hamburg 2003, ISMN 9790700167-26-4

### Alben als Komponist
- Requiem, MKH Medien Kontor Hamburg, 2001
- dy katzenphfote, MKH Medien Kontor Hamburg

### Alben als Gitarrist
- Ventanas al alma, MKH Medien Kontor Hamburg
- Oracíon, MKH Medien Kontor Hamburg
- Reflejo de luna, MKH Medien Kontor Hamburg, 2017
- Taranto, MKH Medien Kontor Hamburg, 2020
- Fuoco, MKH Medien Kontor Hamburg, 2021
- La Catedral, Meldorf 2023